# Adolf Winkelmann (Mediziner)
Adolf Ludwig Winkelmann (* 26. März 1887 in Salzkotten; † 1. Februar 1947 in Hamburg) war SS-Hauptsturmführer und als deutscher KZ-Arzt zuletzt im Frauen-KZ Ravensbrück eingesetzt.

## Leben
Das Staatsexamen bestand Winkelmann 1913 an der Universität Kiel, am 26. September 1914 erhielt er seine Approbation als Arzt. Er promovierte bei Walter Stoeckel, arbeitete an verschiedenen Krankenhäusern und wurde während des Ersten Weltkrieges als Arzt bei der Reichsmarine eingesetzt. Nach Kriegsende wurde er 1918 zunächst Mitglied in einem Freikorps, bevor er sich als praktischer Arzt in Lippstadt niederließ.
Am 1. Mai 1933 trat er der NSDAP bei (Mitgliedsnummer 3.101.530), am 18. Juni 1933 der Schutzstaffel (SS-Nr. 109.112). Winkelmann wurde am 15. September 1935 zum SS-Untersturmführer, am 9. November 1936 zum Obersturmführer und am 30. Januar 1939 zum Hauptsturmführer befördert. Von Januar bis Oktober 1940 war er als Regimentsarzt im Range eines SS-Hauptsturmführers der Reserve beim 8. SS-Regiment der Waffen-SS in Krakau eingesetzt.
Bis zum 1. Dezember 1944 war er als Amtsarzt in Częstochowa tätig. Dabei wurde er erstmals Enno Lolling unterstellt. Nach kurzen Einsätzen im KZ Groß-Rosen und im KZ Sachsenhausen erfolgte Ende Februar 1945 die Versetzung in das Frauen-KZ Ravensbrück. Hier unterstand er Richard Trommer.

## KZ Ravensbrück
Winkelmann gab zu, zusammen mit Richard Trommer arbeitsunfähige Häftlinge ausgesucht zu haben, allerdings sei ihm der Zweck der Selektion verborgen geblieben: „Ich wusste, dass manche Transporte ins Jugendlager KZ Uckermark kamen, aber ich wusste nicht zu welchem Zweck.“ Er selbst sei nur wenige Male dort gewesen. Demgegenüber standen die Aussagen aller Zeuginnen, die übereinstimmend seine Teilnahme an den Selektionen dort bestätigten. Während seiner Dienstzeit in Ravensbrück seien von ihm und Trommer „ungefähr 1500 – 2000 Häftlinge zum Abtransport ausgesucht“ worden. Diese Selektionen beschrieb Winkelmann vor Gericht:
„Die Aussuchungen fanden auf einer der Lagerstraßen oder in einer Baracke, jedoch sehr selten, statt. Die Häftlinge marschi[e]rten in einer Reihe an Dr. Trommer und an mir vorbei. Wir konnten natürlich nur eine sehr oberflächliche Untersuchung durchführen, und die Leute die offensichtlich krank, arbeitsunfähig oder zum Marschieren unfähig waren, wurden heraus gesucht. Die Häftlinge hatten ihre Beine entblößt, damit wir sehen konnten, ob sie marschfähig sind.“
Winkelmann versicherte, nicht gewusst zu haben, dass das Selektieren für die Häftlinge den Tod bedeuten konnte. Ebenfalls habe er nicht gewusst, dass es im Lager eine Gaskammer gab. Er habe immer nur auf Befehl von Trommer gehandelt, der ihm gesagt habe, dass es um eine Auswahl für die Evakuierung des Lagers gehe. Er sei entsetzt gewesen, an solch einem Verbrechen teilgenommen zu haben. Er habe bis zu dem Zeitpunkt nie etwas von Vergasungen in Deutschland gehört und habe dies bisher nur von Auschwitz-Birkenau gewusst. Da Percival Treite und Franz Lucas in Ravensbrück mit den Selektionen für die Gaskammer beschäftigt gewesen seien, sei er als dritter Arzt für das Revier zuständig gewesen.
Zu seiner Entlastung sagte eine Zeugin aus, dass Winkelmann sich geweigert habe, an ihr einen Schwangerschaftsabbruch durchzuführen, weil es gegen sein ärztliches Ethos verstoßen habe. Nach seinen eigenen Angaben habe er keine Misshandlung von Häftlingen im Revier gesehen und auch keine vorgenommen.
Winkelmann verstarb während des ersten der sieben Ravensbrück-Prozesse in Hamburg am 1. Februar 1947 an den Folgen eines Herzinfarktes. Trotz einiger Zweifel befand das Gericht ihn für schuldig, aufgrund des Todes erging allerdings kein Urteil mehr.